# Station Cour-sur-Heure

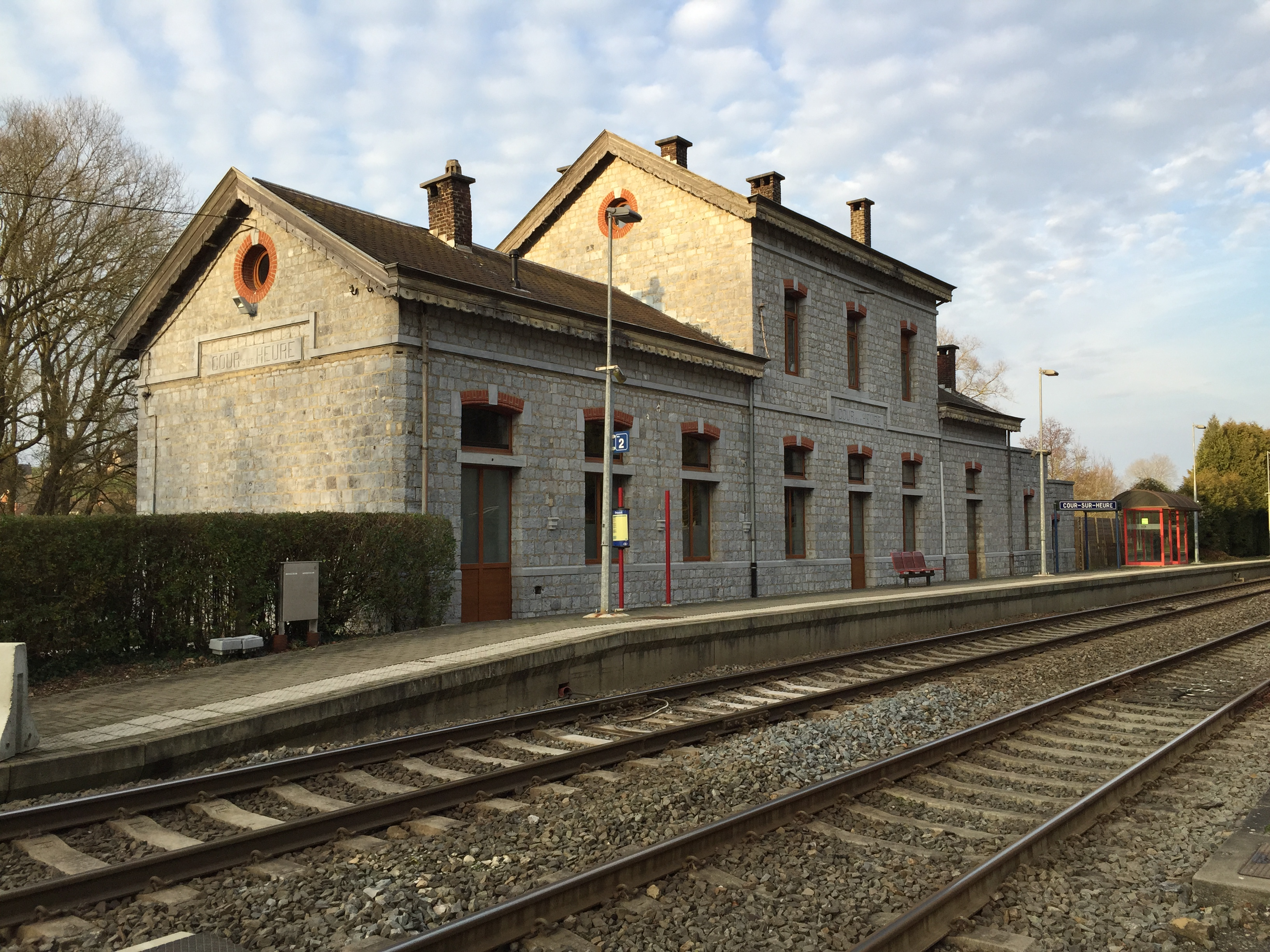

Station Cour-sur-Heure is een spoorwegstation langs spoorlijn 132 (Charleroi - Couvin) in Cour-sur-Heure, een deelgemeente van de gemeente Ham-sur-Heure-Nalinnes. Het station dat tegenwoordig slechts een stopplaats is, is gelegen tussen de stations Ham-sur-Heure en Berzée.
Het station werd geopend op 27 november 1848 door de Belgische staatsspoorwegen, ook wel bekend als de État Belge. Het stationsgebouw, dat pas een halve eeuw later in gebruik genomen werd, is er een van het Type 1895. Dit standaardtype is nog steeds overal in België te vinden, maar het exemplaar in Cour-sur-Heure is toch uniek. Het is als enige van zijn soort opgetrokken uit natuursteen. Ook zijn de lateien van de ramen afwijkend.
Tijdens de Eerste Wereldoorlog werd het station niet door treinen bediend. Tegenwoordig is er in het stationsgebouw, dat niet meer als zodanig dienst doet, een restaurant gevestigd.

## Treindienst
| Serie       | Treinsoort               | Route                                                      | Bijzonderheden              |
| ----------- | ------------------------ | ---------------------------------------------------------- | --------------------------- |
| S 64        | S-trein Charleroi (NMBS) | Charleroi-Centraal – Cour-sur-Heure – Couvin               | Rijdt in het weekend 1×/2u. |
| P 7710/8710 | Piekuurtrein (NMBS)      | Couvin – Mariembourg – Cour-sur-Heure – Charleroi-Centraal | Rijdt alleen op werkdagen.  |

## Reizigerstellingen
De grafiek en tabel geven het gemiddeld aantal instappende reizigers weer op een week-, zater- en zondag.
| Tabel: aantal instappende reizigers station Cour-sur-Heure | Tabel: aantal instappende reizigers station Cour-sur-Heure | Tabel: aantal instappende reizigers station Cour-sur-Heure | Tabel: aantal instappende reizigers station Cour-sur-Heure |
|                                                            | Weekdag                                                    | Zaterdag                                                   | Zondag                                                     |
| ---------------------------------------------------------- | ---------------------------------------------------------- | ---------------------------------------------------------- | ---------------------------------------------------------- |
| 1977                                                       | 106                                                        | 38                                                         | 28                                                         |
| 1978                                                       | 104                                                        | 25                                                         | 13                                                         |
| 1979                                                       | 94                                                         | 31                                                         | 26                                                         |
| 1980                                                       | 109                                                        | 33                                                         | 27                                                         |
| 1981                                                       | 137                                                        | 39                                                         | 18                                                         |
| 1982                                                       | 148                                                        | 45                                                         | -                                                          |
| 1983                                                       | 116                                                        | 22                                                         | -                                                          |
| 1984                                                       | 118                                                        | 34                                                         | 27                                                         |
| 1985                                                       | 114                                                        | 26                                                         | 26                                                         |
| 1986                                                       | 136                                                        | 35                                                         | 35                                                         |
| 1987                                                       | 111                                                        | 34                                                         | 35                                                         |
| 1988                                                       | 123                                                        | 36                                                         | 31                                                         |
| 1989                                                       | 122                                                        | 30                                                         | 26                                                         |
| 1990                                                       | 110                                                        | 22                                                         | 34                                                         |
| 1991                                                       | 102                                                        | 31                                                         | 16                                                         |
| 1992                                                       | 113                                                        | 33                                                         | 35                                                         |
| 1993                                                       | 111                                                        | 28                                                         | 25                                                         |
| 1994                                                       | 111                                                        | 11                                                         | 18                                                         |
| 1995                                                       | 66                                                         | 19                                                         | 14                                                         |
| 1996                                                       | 80                                                         | 20                                                         | 17                                                         |
| 1997                                                       | 77                                                         | 17                                                         | 15                                                         |
| 1998                                                       | 77                                                         | 20                                                         | 12                                                         |
| 1999                                                       | 66                                                         | 14                                                         | 30                                                         |
| 2000                                                       | 81                                                         | 10                                                         | 8                                                          |
| 2001                                                       | 63                                                         | 29                                                         | 10                                                         |
| 2002                                                       | 69                                                         | 22                                                         | 18                                                         |
| 2003                                                       | 63                                                         | 9                                                          | 9                                                          |
| 2004                                                       | 81                                                         | 13                                                         | 12                                                         |
| 2005                                                       | 56                                                         | 12                                                         | 4                                                          |
| 2006                                                       | 73                                                         | 12                                                         | 7                                                          |
| 2007                                                       | 53                                                         | 12                                                         | 9                                                          |
| 2008                                                       | -                                                          | -                                                          | -                                                          |
| 2009                                                       | 42                                                         | 11                                                         | 9                                                          |
| 2010                                                       | -                                                          | -                                                          | -                                                          |
| 2011                                                       | -                                                          | -                                                          | -                                                          |
| 2012                                                       | 32                                                         | 10                                                         | 18                                                         |
| 2013                                                       | 37                                                         | 12                                                         | 12                                                         |
| 2014                                                       | 39                                                         | 13                                                         | 13                                                         |
| 2015                                                       | 31                                                         | 16                                                         | 18                                                         |
| 2016                                                       | 33                                                         | 15                                                         | 22                                                         |
| 2017                                                       | 42                                                         | 15                                                         | 17                                                         |
| 2018                                                       | 28                                                         | 19                                                         | 29                                                         |
| 2019                                                       | 32                                                         | 16                                                         | 9                                                          |
| 2020                                                       | 24                                                         | 5                                                          | 5                                                          |
| 2021                                                       | -                                                          | -                                                          | -                                                          |
| 2022                                                       | 20                                                         | 11                                                         | 11                                                         |
| 2023                                                       | 52                                                         | 10                                                         | 14                                                         |
| 2024                                                       | 30                                                         | 15                                                         | 15                                                         |

0,0: La Sambre ·
1,0: Mont-sur-Marchienne ·
2,8: Montigny ·
4,8: Bomerée ·
6,0: Jamioulx ·
9,4: Beignée ·
10,9: Ham-sur-Heure ·
13,3: Cour-sur-Heure ·
15,0: Berzée ·
18,1: Pry ·
18,8: Walcourt ·
Vogenée ·
Rossignol ·
26,6: Yves-Gomezée ·
Saint-Lambert ·
Jamagne ·
21,1: Gerlimpont ·
23,9: Silenrieux ·
28,5: Falemprise ·
31,0: Cerfontaine ·
32,9: Philippeville ·
Neuville-Noord ·
34,0: Senzeille ·
38,1: Neuville-Zuid ·
41,0: Roly ·
45,4/45,1: Mariembourg ·
47,9: Nismes ·
51,5: Olloy-sur-Viroin ·
54,1: Vierves ·
57,5: Treignes